# Kołysanka matki
Kołysanka matki – utwór muzyczny polskiego zespołu 2 plus 1 z 1974 roku.

## Informacje ogólne
Jest to ballada utrzymana w konwencji popowo-folkowej. Muzykę utworu napisała Katarzyna Gärtner, natomiast autorem słów jest Ernest Bryll. Piosenka jest wykonywana przez Elżbietę Dmoch solo, jedynie z towarzyszeniem chóru.
Zespół 2 plus 1 wykonał „Kołysankę matki” podczas Festiwalu Piosenki Żołnierskiej w Kołobrzegu w 1973 roku, zdobywając nagrodę dziennikarzy, a także w ramach konkursu Międzynarodowego Festiwalu Piosenki w Sopocie w 1974, gdzie wywalczył wówczas trzecie miejsce. W tym samym roku piosenka została wydana na pocztówce dźwiękowej, a rok później trafiła na drugi album grupy, zatytułowany Wyspa dzieci. Także w 1975 roku ukazała się niemiecka wersja piosenki napisana przez Dietera Schneidera, zatytułowana „Schlafe ein und fang die Träume”, wydana w Niemczech na singlu razem z niemiecką wersją „Na luzie”.

## Teledysk
Teledysk został nagrany w warunkach studyjnych. W wideoklipie Elżbieta Dmoch wykonuje piosenkę na tle dekoracji przedstawiającej niebo z zachodem słońca.

## Inne wykonania
- Zespół Andrzej i Eliza dokonał nagrania własnej wersji piosenki na składankę Zagrajcie nam dzisiaj wszystkie srebrne dzwony w 1975 roku[4].
- Cover „Schlafe ein und fang die Träume” nagrał niemiecki zespół rockowy Puhdys na swój album Sturmvogel z 1976 roku[5].
- Czeską wersję piosenki, zatytułowaną „Bezpečí”, nagrał czeski piosenkarz Karel Černoch.